# Adele Live 2016
Adele Live 2016 (renomeada como Adele Live 2017 para os shows de 2017) foi a terceira turnê da cantora britânica Adele, para promover seu terceiro álbum de estúdio, 25. Teve início em 29 de fevereiro de 2016, em Belfast, Irlanda do Norte, na SSE Arena, e continuou pela Europa Ocidental, América do Norte e Oceania, antes de ser finalizada em 29 de junho de 2017, em Londres, no Wembley Stadium. 
A artista havia confirmado quatro shows no Wembley Stadium com o título "The Finale", como sendo os finais da turnê; contudo, devido a problemas de saúde em suas cordas vocais, Adele teve que cancelar as duas últimas apresentações na capital britânica.

## Antecedentes e recepção comercial
Adele anunciou as datas principais da Europa Ocidental em 26 de novembro de 2015. Depois que os ingressos foram colocados à venda em 4 de dezembro, muitos locais relatavam ingressos esgotados, resultando em datas extras sendo adicionadas em várias cidades no itinerário.
Os bilhetes foram totalmente vendidos quase instantaneamente. Os promotores para os concertos em Glasgow, na arena The SSE Hydro demonstraram relatórios que os 13.000 bilhetes extras para o local se esgotaram em dois minutos. Devido à alta demanda, filas on-line foram criadas, o que resultou em filas de mais de 50.000 pessoas para locais que só ocupam um quarto disso.
Em 14 de dezembro de 2015, Adele anunciou a parte norte-americana da turnê. Esta parte incluiu seis noites no Madison Square Garden, em Nova York, e oito noites no Staples Center, em Los Angeles. Adele quebrou o recorde de cinco shows de Taylor Swift pela maioria dos shows consecutivos esgotados no Staples Center.

Panorâmica de um concerto da Adele Live 2017 realizado no ANZ Stadium, em Sydney na Austrália, março de 2017.

Dez milhões de pessoas tentaram comprar ingressos para a parte norte-americana da turnê mundial de Adele. Apenas 750.000 ingressos estavam disponíveis.
Em 18 de março de 2016, Adele confirmou os rumores de que ela seria a atração principal do Festival Glastonbury 2016, em 25 de junho. Ela foi a quarta mulher solo a fazer um headline no festival e a primeira em um sábado. Adele confirmou a notícia ao vivo no palco do The O2 Arena, em Londres.
Em julho de 2016, a Pollstar lançou o Mid Year Special 2016, com as turnês de maior bilheteria do ano até o momento. Adele foi anunciada como a sexta maior bilheteria mundial de 2016 até agora, com vendas de ingressos de $ 75,9 milhões de dólares e 709.498 de ingressos vendidos dos 49 shows da parte européia de sua turnê. A Billboard informou que, no geral, com base nos ingressos vendidos na primeira semana de outubro de 2016, a turnê havia vendido na faixa de 150 milhões de dólares e que o total bruto dos primeiros 15 locais da turnê norte-americana foi de $ 67.599.098.
Datas australianas da turnê foram anunciadas em 15 de novembro de 2016. Adele irá realizar uma série de concertos por estádios em cinco grandes cidades em fevereiro e março de 2017. Os shows da Nova Zelândia foram anunciado em 18 de novembro de 2016. Os dois primeiros shows na Nova Zelândia esgotaram em 23 minutos e um terceiro show foi anunciado, com todos os ingressos vendidos em menos de 30 minutos. Em janeiro de 2017, mais de 600.000 ingressos foram vendidos para os shows australianos da turnê.
De acordo com o StubHub, um site de revenda de ingressos, a turnê classificou a turnê de concertos mais popular de 2016.
A Adele Live 2016 ficou em 5º lugar na parada anual da Topstar da Year Up Top Tours Worldwide, com $ 167,7 milhões.
A Adele Live 2017 ficou em 30º lugar na parada anual de final de ano da Topstar, com 59 milhões de dólares arrecadados e 600.000 ingressos vendidos.
Adele se apresentou para seu maior público em turnê, tanto em termos de quantidade em um único concerto, quanto em uma cidade, com seus dois shows no ANZ Stadium de Sydney, que atraiu 95.544 pessoas por show. Este é também o maior público que o local tem visto desde os Jogos Olímpicos de Sydney em 2000, quebrando o recorde de Taylor Swift em 2015, com 75.980 espectadores. O show estava tão lotado que causou enormes atrasos nos transportes públicos em toda a cidade e ambos os shows foram atrasados em até 45 minutos para permitir que os participantes tivessem mais tempo para chegar ao show.

## Recepção crítica

### Noite de abertura

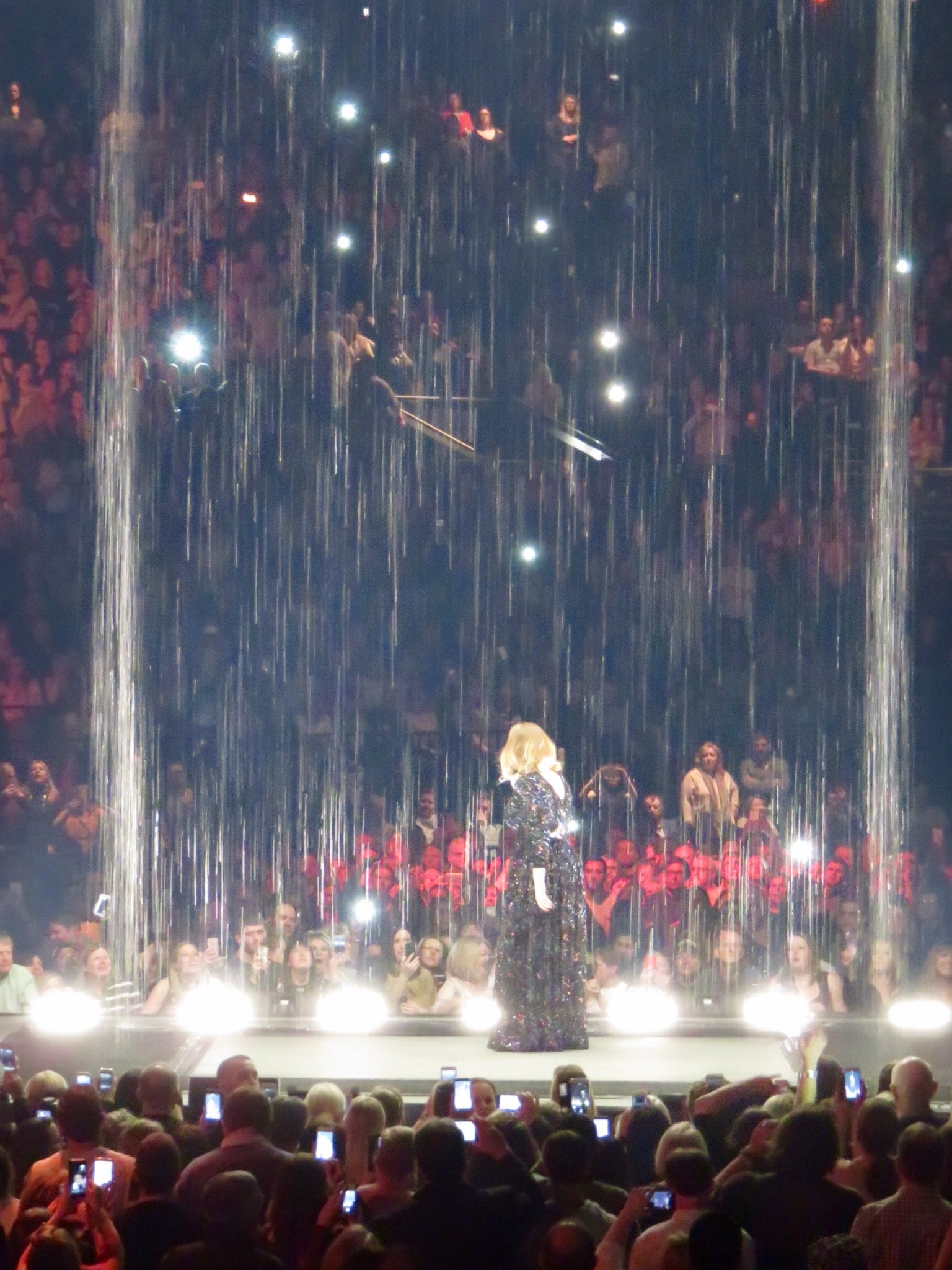
Adele cantando "Set Fire to the Rain", março de 2016.

A turnê no Reino Unido recebeu críticas muito positivas. Bernadette McNulty do The Daily Telegraph deu uma nota cinco estrelas ao show de abertura na SSE Arena, em Belfast. Ela fez referência aos caros preços do ingresso do mercado secundário para a turnê, dizendo que "Adele vale cada centavo". McNulty afirma que "Adele, sem dúvida, tem a popularidade para preencher infinitas arenas, mas mantendo a atenção de milhares de pessoas acostumadas com as extravagâncias de alta tecnologia estabelecidas pelos gostos de artistas como Taylor Swift e Beyoncé, pode exigir mais luzes intermitentes, rotinas de dança e sistemas hidráulicos do que qualquer talento natural. Sua entrada era certamente teatral, emergindo do centro da arena embaixo de um palco principal ladeado por uma projeção orwelliana de seus olhos gigantes piscando. Mas entre isso e alguns efeitos visuais, chuva de papéis, Adele se manteve notável e eficazmente simples, deixando nada ficar no caminho do que era quase uma comunhão religiosa com seus fãs." O repórter de música Mark Savage da BBC News disse que "Adele teve uma recepção arrebatadora quando abriu sua turnê mundial com um show de arena íntima em Belfast."
Continuando sua avaliação positiva, ele disse que "mesmo os mais fortes dos corações teriam sido forçados a admitir que ela havia trazido o que promete". Amanda Ferguson, do Belfast Telegraph, disse que "Adele é divertida, carismática e excepcionalmente talentosa" em sua crítica de quatro estrelas. Alexis Petridis do The Guardian abriu sua crítica dizendo que Adele "oferece um show sólido - se não surpreendente - na primeira noite de sua turnê". Em sua crítica de quatro estrelas, Petridis observou Adele dizendo "Eu sei que alguns de vocês foram arrastados para cá esta noite, mas eu vou conquistá-los", antes de concluir que "a julgar pela reação, ela finalmente desaparece - na mesma plataforma em que ela apareceu - ela conseguiu". The Independent, deu ao show três estrelas, dizendo que "ela tenta movimentos de soul sobre piano gospel, mas deve mais a Shirley Bassey do que a Aretha". Dando uma crítica positiva, Hasted concluiu a revisão dizendo "Adele precisa de coragem para dar um salto decisivo, para se tornar a pessoa obscena e corajosa que está no palco quando escreve. O pop está morrendo por isso".

### The 02 Arena

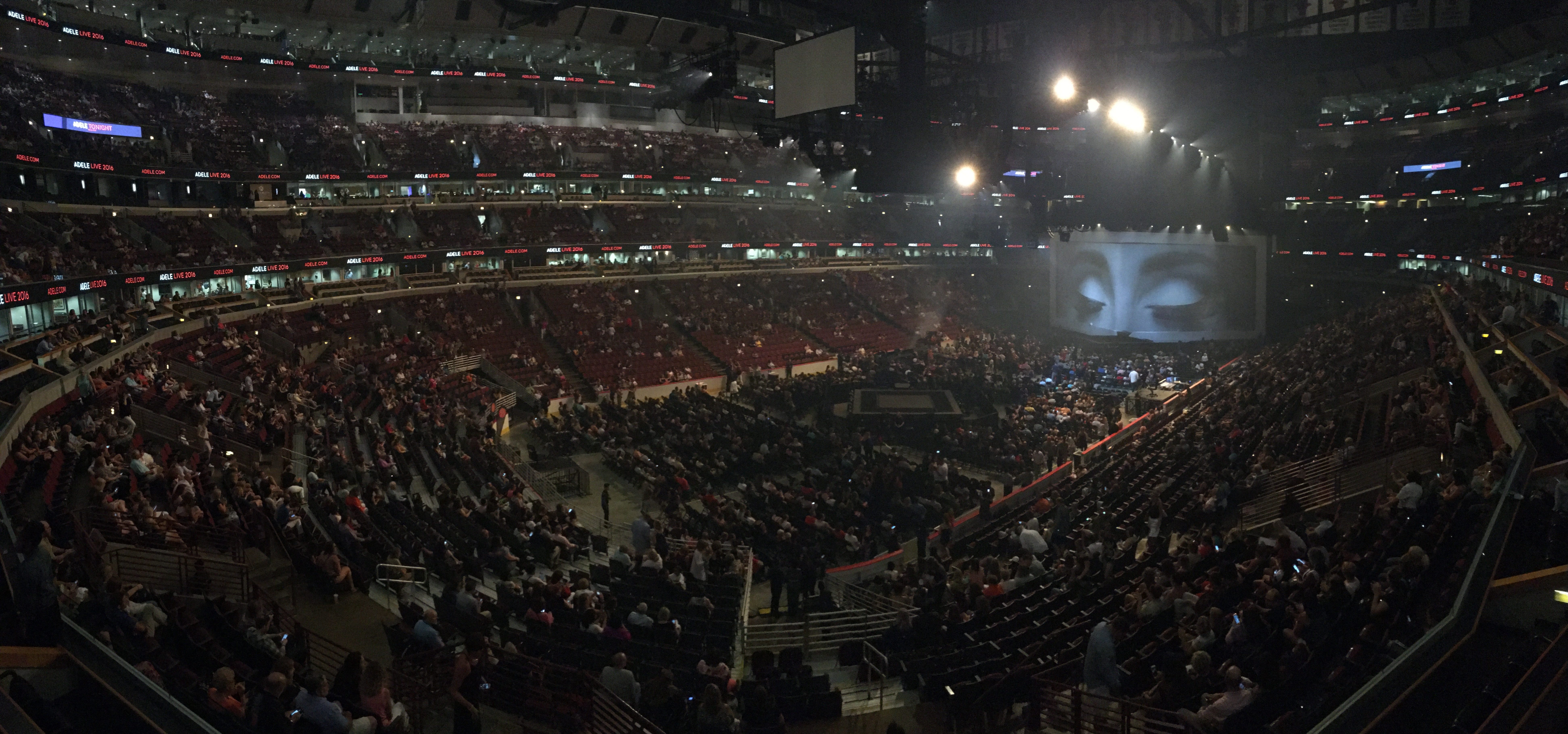
Visão do palco central e do palco principal, ao fundo.

A resposta crítica foi também positiva quando Adele realizou seis shows no The O2 Arena em sua cidade natal, Londres. Ashley Percival, do Huffington Post, deu a um dos shows cinco estrelas: "Como ela própria admite, a maior parte de seu catálogo é "fodidamente miserável", e eu questionei como a cantora nascida no Tottenham iria prender a atenção do público na  02 Arena sem ser capaz de confiar em rotinas exaustivas de dança ou cantar alguns pop-bangers para aumentar a energia. Mas no segundo em que ela emergiu pelo chão de um pequeno palco B proferindo aquelas palavras imortais "Olá, sou eu", quaisquer preocupações simplesmente evaporaram - cada pessoa na sala estava completamente maravilhada, e assim permaneceria por todo o tempo do set de 18 músicas." David Smyth do London Evening Standard disse que "Adele mudou constantemente de ser um e párarraios para emoção para um artista de luz" em sua crítica de quatro estrelas. Ele também elogiou a performance de abertura do concerto "Olá", dizendo que "isolado, com sua grande banda escondida atrás da tela, Ludovic Hunter-Tilney do Financial Times declarou em sua resenha de quatro estrelas que o show "tinha um ar de profissionalismo old-school, suntuosamente montado e impecavelmente ensaiado". Hunter-Tilney também disse que "efeitos especiais chamativos foram mantidos ao mínimo, como a queda de água que a cercou por 'Set Fire to the Rain' no final. A ausência de espetáculos de arena de alta tecnologia ajudou o show. Permitiu que a personalidade de Adele ganhasse vantagem sobre seu profissionalismo".

### Genting Arena
Adele se apresentou em Birmingham no Genting Arena nos dias 29 e 30 de março e 1 de abril de 2016 em uma performance descrita como "hipnotizante", "de cair o queixo" e "de tirar o fôlego".

### Staples Center
Chris Willman, da Billboard , apontou os críticos anteriores da turnê, que haviam criticado Adele por ter falado demais durante o show, em sua crítica positiva sobre a estréia de sua estréia no Staples Center, em Los Angeles, ele disse: "Alguns críticos nas primeiras paradas em sua primeira turnê nos EUA fizeram sugestões do tipo "cale-se e cante"... uma possível medida corretiva que é improvável que seja desejada por quase todos os seus fãs, que certamente reconheça que eles estão na presença não apenas de um dos grandes cantores da história pop, mas de uma das grandes atrações".

### Estádio Domain
A primeira apresentação de Adele na Austrália, no estádio Domain, em Perth, foi recebida com críticas universalmente positivas. Heather McNeill do The Sydney Morning Herald disse que Adele "foi notavelmente humilhada pela enorme multidão [a maior da história de um concerto na Austrália Ocidental], admitindo em suas primeiras conversas espirituosas com os fãs que ela estava um pouco nervosa". Ela descreveu as apresentações de "I'll Be Waiting", "Rumour Has It" e "Water Under the Bridge" como destaques chamando-as de "impecável" e "soulful", bem como "Sweetest Devotion" e "Take It All". McNeill deu o concerto cinco estrelas. Simon Collins do The West Australian deu ao concerto quatro estrelas, alegando que "para muitas pessoas, o primeiro show australiano de Adele e o primeiro concerto de estádio será o melhor que eles já viram até então". Ele disse que, embora "para muitas pessoas, este foi um concerto de cinco estrelas", para ele "não tanto... mas como todos os confetes após o show, eu fui envolvido pela febre Adele". Ele concluiu que "o artista de uma geração única e a personalidade única e ao mesmo tempo realista deixaram os fãs de Perth impressionados". Em uma resenha do The Guardian, Bob Gordon afirma que "Perth estava fascinada e adulterada por Adele 48 horas antes de seu show", de modo que "por showtime, impasse ou não, Perth estava em condições de aparecer".

## Setlist
Este setlist é representativo do concerto do dia 29 de fevereiro, em Belfast. Pode não representar todos os shows da duração da turnê.
1. "Hello"
2. "Hometown Glory"
3. "One and Only"
4. "Rumour Has It"
5. "Water Under The Bridge"
6. "I Miss You"
7. "Skyfall"
8. "Million Years Ago"
9. "Don't You Remember"
10. "Send My Love (To Your New Lover)"
11. "Make You Feel My Love"
12. "Sweetest Devotion"
13. "Chasing Pavements"
14. "Someone Like You"
15. "Set Fire To The Rain"

Encore
1. "All I Ask"
2. "When We Were Young"
3. "Rolling In The Deep"

## Banda
- Adele – vocais

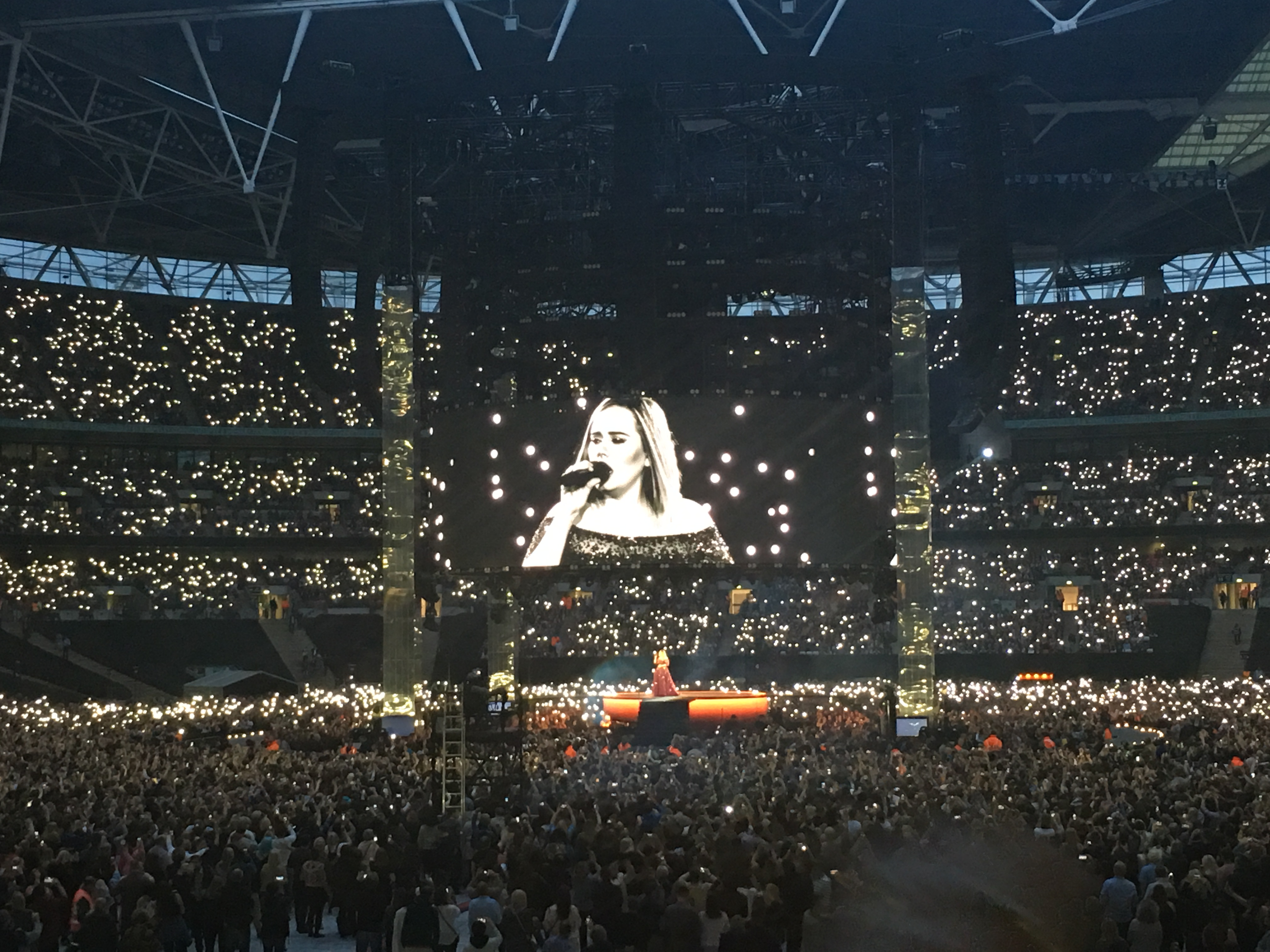
Adele performando no Estádio de Wembley.

- Tim Van Der Kuil – diretor musical/guitarras
- Amanda Brown – vocal de apoio
- Martine Celisca – vocal de apoio
- Katie Holmes-Smith – vocal de apoio
- Ben Thomas – guitarra
- Aaron Draper – percussão
- Peter Randall – contrabaixo
- Eric Wortham II – piano
- Derrick Wright – bateria
- Rosie Danvers – cello/líder das cordas
- Wired Strings – cordas

## Datas
| Data                    | Cidade           | País             | Arena                      | Entradas vendidas            | Arrecadação  |
| Europa                  | Europa           | Europa           | Europa                     | Europa                       | Europa       |
| ----------------------- | ---------------- | ---------------- | -------------------------- | ---------------------------- | ------------ |
| 29 de Fevereiro de 2016 | Belfast          | Irlanda do Norte | SSE Arena                  | 21,593 / 21,593              | $2,326,160   |
| 1 de março de 2016      | Belfast          | Irlanda do Norte | SSE Arena                  | 21,593 / 21,593              | $2,326,160   |
| 4 de marzo de 2016      | Dublin           | Irlanda          | The O2                     | 25,290 / 25,290              | $2,617,060   |
| 5 de março de 2016      | Dublin           | Irlanda          | The O2                     | 25,290 / 25,290              | $2,617,060   |
| 7 de março de 2016      | Manchester       | Inglaterra       | Manchester Arena           | 63,209 / 63,209              | $7,243,160   |
| 8 de março de 2016      | Manchester       | Inglaterra       | Manchester Arena           | 63,209 / 63,209              | $7,243,160   |
| 10 de março de 2016     | Manchester       | Inglaterra       | Manchester Arena           | 63,209 / 63,209              | $7,243,160   |
| 11 de março de 2016     | Manchester       | Inglaterra       | Manchester Arena           | 63,209 / 63,209              | $7,243,160   |
| 15 de março de 2016     | Londres          | Inglaterra       | The O2 Arena               | 126,043 / 126,043            | $14,759,300  |
| 16 de março de 2016     | Londres          | Inglaterra       | The O2 Arena               | 126,043 / 126,043            | $14,759,300  |
| 18 de março de 2016     | Londres          | Inglaterra       | The O2 Arena               | 126,043 / 126,043            | $14,759,300  |
| 19 de março de 2016     | Londres          | Inglaterra       | The O2 Arena               | 126,043 / 126,043            | $14,759,300  |
| 21 de março de 2016     | Londres          | Inglaterra       | The O2 Arena               | 126,043 / 126,043            | $14,759,300  |
| 22 de março de 2016     | Londres          | Inglaterra       | The O2 Arena               | 126,043 / 126,043            | $14,759,300  |
| 25 de março de 2016     | Glasgow          | Escócia          | The SSE Hydro              | 22,292 / 22,292              | $2,410,390   |
| 26 de março de 2016     | Glasgow          | Escócia          | The SSE Hydro              | 22,292 / 22,292              | $2,410,390   |
| 29 de março de 2016     | Birmingham       | Inglaterra       | Genting Arena              | 52,562 / 52,562              | $6,426,580   |
| 30 de março de 2016     | Birmingham       | Inglaterra       | Genting Arena              | 52,562 / 52,562              | $6,426,580   |
| 1 de abril de 2016      | Birmingham       | Inglaterra       | Genting Arena              | 52,562 / 52,562              | $6,426,580   |
| 2 de abril de 2016      | Birmingham       | Inglaterra       | Genting Arena              | 52,562 / 52,562              | $6,426,580   |
| 4 de abril de 2016      | Londres          | Inglaterra       | The O2 Arena               | —                            | —            |
| 5 de abril de 2016      | Londres          | Inglaterra       | The O2 Arena               | —                            | —            |
| 29 de abril de 2016     | Estocolmo        | Suécia           | Tele2 Arena                | 30,772 / 30,772              | $2,406,130   |
| 1 de Maio de 2016       | Oslo             | Noruega          | Telenor Arena              | 21,005 / 21,005              | $1,785,430   |
| 3 de Maio de 2016       | Copenhague       | Dinamarca        | Forum Copenhagen           | 11,907 / 11,907              | $1,146,490   |
| 4 de Maio de 2016       | Herning          | Dinamarca        | Jyske Bank Boxen           | 12,123 / 12,123              | $1,430,260   |
| 7 de maio de 2016       | Berlim           | Alemanha         | Mercedes-Benz Arena        | 23,798 / 23,798              | $2,319,340   |
| 8 de maio de 2016       | Berlim           | Alemanha         | Mercedes-Benz Arena        | 23,798 / 23,798              | $2,319,340   |
| 10 de maio de 2016      | Hamburgo         | Alemanha         | Barclaycard Arena          | 23,267 / 23,267              | $2,343,370   |
| 11 de maio de 2016      | Hamburgo         | Alemanha         | Barclaycard Arena          | 23,267 / 23,267              | $2,343,370   |
| 14 de maio de 2016      | Colônia          | Alemanha         | Lanxess Arena              | 29,119 / 29,119              | $2,734,650   |
| 15 de maio de 2016      | Colônia          | Alemanha         | Lanxess Arena              | 29,119 / 29,119              | $2,734,650   |
| 17 de maio de 2016      | Zúrich           | Suíça            | Hallenstadion              | 26,480 / 26,480              | $2,730,090   |
| 18 de maio de 2016      | Zúrich           | Suíça            | Hallenstadion              | 26,480 / 26,480              | $2,730,090   |
| 21 de maio de 2016      | Lisboa           | Portugal         | MEO Arena                  | 36,081 / 36,081              | $2,692,990   |
| 22 de maio de 2016      | Lisboa           | Portugal         | MEO Arena                  | 36,081 / 36,081              | $2,692,990   |
| 24 de maio de 2016      | Barcelona        | Espanha          | Palau Sant Jordi           | 31,075 / 31,075              | $2,858,760   |
| 25 de maio de 2016      | Barcelona        | Espanha          | Palau Sant Jordi           | 31,075 / 31,075              | $2,858,760   |
| 28 de maio de 2016      | Verona           | Itália           | Arena de Verona            | 25,512 / 25,512              | $2,008,990   |
| 29 de maio de 2016      | Verona           | Itália           | Arena de Verona            | 25,512 / 25,512              | $2,008,990   |
| 1 de junho de 2016      | Amsterdam        | Países Baixos    | Ziggo Dome                 | 51,777 / 51,777              | $4,810,120   |
| 3 de junho de 2016      | Amsterdam        | Países Baixos    | Ziggo Dome                 | 51,777 / 51,777              | $4,810,120   |
| 4 de junho de 2016      | Amsterdam        | Países Baixos    | Ziggo Dome                 | 51,777 / 51,777              | $4,810,120   |
| 6 de junho de 2016      | Amsterdam        | Países Baixos    | Ziggo Dome                 | 51,777 / 51,777              | $4,810,120   |
| 9 de junho de 2016      | Paris            | França           | Bercy Arena                | 26,113 / 26,113              | $2,798,970   |
| 10 de junho de 2016     | Paris            | França           | Bercy Arena                | 26,113 / 26,113              | $2,798,970   |
| 12 de junho de 2016     | Amberes          | Bélgica          | Sportpaleis                | 52,130 / 52,130              | $5,713,100   |
| 13 de junho de 2016     | Amberes          | Bélgica          | Sportpaleis                | 52,130 / 52,130              | $5,713,100   |
| 15 de junho de 2016     | Amberes          | Bélgica          | Sportpaleis                | 52,130 / 52,130              | $5,713,100   |
| América do Norte        |                  |                  |                            |                              |              |
| 5 de julho de 2016      | Saint Paul       | Estados Unidos   | Xcel Energy Center         | 30,685 / 30,685              | $3,376,247   |
| 6 de julho de 2016      | Saint Paul       | Estados Unidos   | Xcel Energy Center         | 30,685 / 30,685              | $3,376,247   |
| 10 de julho de 2016     | Chicago          | Estados Unidos   | United Center              | 46,635 / 46,635              | $5,074,208   |
| 11 de julho de 2016     | Chicago          | Estados Unidos   | United Center              | 46,635 / 46,635              | $5,074,208   |
| 13 de julho de 2016     | Chicago          | Estados Unidos   | United Center              | 46,635 / 46,635              | $5,074,208   |
| 16 de julho de 2016     | Denver           | Estados Unidos   | Pepsi Center               | 27,313 / 27,313              | $2,999,334   |
| 17 de julho de 2016     | Denver           | Estados Unidos   | Pepsi Center               | 27,313 / 27,313              | $2,999,334   |
| 20 de julho de 2016     | Vancouver        | Canadá           | Rogers Arena               | 28,959 / 28,959              | $3,238,209   |
| 21 de julho de 2016     | Vancouver        | Canadá           | Rogers Arena               | 28,959 / 28,959              | $3,238,209   |
| 25 de julho de 2016     | Seattle          | Estados Unidos   | KeyArena                   | 25,003 / 25,003              | $2,890,817   |
| 26 de julho de 2016     | Seattle          | Estados Unidos   | KeyArena                   | 25,003 / 25,003              | $2,890,817   |
| 30 de julho de 2016     | San José         | Estados Unidos   | SAP Center                 | 28,002 / 28,002              | $3,224,583   |
| 31 de julho de 2016     | San José         | Estados Unidos   | SAP Center                 | 28,002 / 28,002              | $3,224,583   |
| 2 de agosto de 2016     | Oakland          | Estados Unidos   | Oracle Arena               | 14,577 / 14,577              | $1,722,672   |
| 5 de agosto de 2016     | Los Angeles      | Estados Unidos   | Staples Center             | 118,149 / 118,149            | $13,821,741  |
| 6 de agosto de 2016     | Los Angeles      | Estados Unidos   | Staples Center             | 118,149 / 118,149            | $13,821,741  |
| 9 de agosto de 2016     | Los Angeles      | Estados Unidos   | Staples Center             | 118,149 / 118,149            | $13,821,741  |
| 10 de agosto de 2016    | Los Angeles      | Estados Unidos   | Staples Center             | 118,149 / 118,149            | $13,821,741  |
| 12 de agosto de 2016    | Los Angeles      | Estados Unidos   | Staples Center             | 118,149 / 118,149            | $13,821,741  |
| 13 de agosto de 2016    | Los Angeles      | Estados Unidos   | Staples Center             | 118,149 / 118,149            | $13,821,741  |
| 16 de agosto de 2016    | Phoenix          | Estados Unidos   | Talking Stick Resort Arena | 14,166 / 14,166              | $1,573,459   |
| 20 de agosto de 2016    | Los Angeles      | Estados Unidos   | Staples Center             | 28,648 / 28,648              | $1,342,838   |
| 21 de agosto de 2016    | Los Angeles      | Estados Unidos   | Staples Center             | 28,648 / 28,648              | $1,342,838   |
| 6 de setembro de 2016   | Auburn Hills     | Estados Unidos   | The Palace of Auburn Hills | 28,812 / 28,812              | $3,007,199   |
| 7 de setembro de 2016   | Auburn Hills     | Estados Unidos   | The Palace of Auburn Hills | 28,812 / 28,812              | $3,007,199   |
| 9 de setembro de 2016   | Filadelfia       | Estados Unidos   | Wells Fargo Center         | 31,251 / 31,251              | $3,698,133   |
| 10 de setembro de 2016  | Filadelfia       | Estados Unidos   | Wells Fargo Center         | 31,251 / 31,251              | $3,698,133   |
| 14 de setembro de 2016  | Boston           | Estados Unidos   | TD Garden                  | 27,183 / 27,183              | $3,022,975   |
| 15 de setembro de 2016  | Boston           | Estados Unidos   | TD Garden                  | 27,183 / 27,183              | $3,022,975   |
| 19 de setembro de 2016  | Nova York        | Estados Unidos   | Madison Square Garden      | 86,652 / 86,652              | $9,829,597   |
| 20 de setembro de 2016  | Nova York        | Estados Unidos   | Madison Square Garden      | 86,652 / 86,652              | $9,829,597   |
| 22 de setembro de 2016  | Nova York        | Estados Unidos   | Madison Square Garden      | 86,652 / 86,652              | $9,829,597   |
| 23 de setembro de 2016  | Nova York        | Estados Unidos   | Madison Square Garden      | 86,652 / 86,652              | $9,829,597   |
| 25 de setembro de 2016  | Nova York        | Estados Unidos   | Madison Square Garden      | 86,652 / 86,652              | $9,829,597   |
| 26 de setembro de 2016  | Nova York        | Estados Unidos   | Madison Square Garden      | 86,652 / 86,652              | $9,829,597   |
| 30 de setembro de 2016  | Montreal         | Canadá           | Centre Bell                | 32,155 / 32,155              | $3,370,793   |
| 1 de outubro de 2016    | Montreal         | Canadá           | Centre Bell                | 32,155 / 32,155              | $3,370,793   |
| 3 de outubro de 2016    | Toronto          | Canadá           | Air Canada Centre          | 62,653 / 62,653              | $6,749,131   |
| 4 de outubro de 2016    | Toronto          | Canadá           | Air Canada Centre          | 62,653 / 62,653              | $6,749,131   |
| 6 de outubro de 2016    | Toronto          | Canadá           | Air Canada Centre          | 62,653 / 62,653              | $6,749,131   |
| 7 de outubro de 2016    | Toronto          | Canadá           | Air Canada Centre          | 62,653 / 62,653              | $6,749,131   |
| 10 de outubro de 2016   | Washington D. C. | Estados Unidos   | Verizon Center             | 29,043 / 29,043              | $3,279,706   |
| 11 de outubro de 2016   | Washington D. C. | Estados Unidos   | Verizon Center             | 29,043 / 29,043              | $3,279,706   |
| 15 de outubro de 2016   | Nashville        | Estados Unidos   | Bridgestone Arena          | 26,434 / 26,434              | $2,828,954   |
| 16 de outubro de 2016   | Nashville        | Estados Unidos   | Bridgestone Arena          | 26,434 / 26,434              | $2,828,954   |
| 25 de outubro de 2016   | Miami            | Estados Unidos   | American Airlines Arena    | 27,906 / 27,906              | $3,199,011   |
| 26 de outubro de 2016   | Miami            | Estados Unidos   | American Airlines Arena    | 27,906 / 27,906              | $3,199,011   |
| 28 de outubro de 2016   | Atlanta          | Estados Unidos   | Philips Arena              | 26,507 / 26,507              | $2,924,777   |
| 29 de outubro de 2016   | Atlanta          | Estados Unidos   | Philips Arena              | 26,507 / 26,507              | $2,924,777   |
| 1 de novembro de 2016   | Dallas           | Estados Unidos   | American Airlines Center   | 27,823 / 27,823              | $3,143,958   |
| 2 de novembro de 2016   | Dallas           | Estados Unidos   | American Airlines Center   | 27,823 / 27,823              | $3,143,958   |
| 4 de novembro de 2016   | Austin           | Estados Unidos   | Frank Erwin Center         | 25,267 / 25,267              | $2,725,292   |
| 5 de novembro de 2016   | Austin           | Estados Unidos   | Frank Erwin Center         | 25,267 / 25,267              | $2,725,292   |
| 8 de novembro de 2016   | Houston          | Estados Unidos   | Toyota Center              | 25,577 / 25,577              | $3,032,246   |
| 9 de novembro de 2016   | Houston          | Estados Unidos   | Toyota Center              | 25,577 / 25,577              | $3,032,246   |
| 14 de novembro de 2016  | Cidade do México | México           | Palacio de los Deportes    | 34,585 / 34,585              | $3,259,064   |
| 15 de novembro de 2016  | Cidade do México | México           | Palacio de los Deportes    | 34,585 / 34,585              | $3,259,064   |
| 21 de novembro de 2016  | Phoenix          | Estados Unidos   | Talking Stick Resort Arena | 14,154 / 14,154              | $1,445,379   |
| Oceania                 |                  |                  |                            |                              |              |
| 28 de fevereiro de 2017 | Perth            | Austrália        | Domain Stadium             |                              |              |
| 4 de março de 2017      | Brisbane         | Austrália        | The Gabba                  |                              |              |
| 5 de março de 2017      | Brisbane         | Austrália        | The Gabba                  |                              |              |
| 10 de março de 2017     | Sydney           | Austrália        | ANZ Stadium                |                              |              |
| 11 de março de 2017     | Sydney           | Austrália        | ANZ Stadium                |                              |              |
| 13 de março de 2017     | Adelaide         | Austrália        | Adelaide Oval              |                              |              |
| 18 de março de 2017     | Melbourne        | Austrália        | Etihad Stadium             |                              |              |
| 19 de março de 2017     | Melbourne        | Austrália        | Etihad Stadium             |                              |              |
| 23 de março de 2017     | Auckland         | Nova Zelândia    | Mt Smart Stadium           |                              |              |
| 25 de março de 2017     | Auckland         | Nova Zelândia    | Mt Smart Stadium           |                              |              |
| 26 de março de 2017     | Auckland         | Nova Zelândia    | Mt Smart Stadium           |                              |              |
| Grã Bretanha            |                  |                  |                            |                              |              |
| 28 de junho de 2017     | Londres          | Inglaterra       | Wembley Stadium            |                              |              |
| 29 de junho de 2017     | Londres          | Inglaterra       | Wembley Stadium            |                              |              |
| TOTAL                   | TOTAL            | TOTAL            | TOTAL                      | 1,548,639 / 1,548,639 (100%) | $166,978,825 |

## Shows cancelados
| Data               | Cidade  | País       | Local           | Razão                   |
| ------------------ | ------- | ---------- | --------------- | ----------------------- |
| 1 de julho de 2017 | Londres | Inglaterra | Wembley Stadium | Danos nas cordas vocais |
| 2 de julho de 2017 | Londres | Inglaterra | Wembley Stadium | Danos nas cordas vocais |